# Jules Tourey
Jules Tourey est un constructeur automobile français actif au XIXe siècle.

## Production
L’entreprise basée à Paris a commencé à produire des automobiles en 1898. L’usine était située au 68, rue de Sevres . Le nom de marque était Tourey. Le seul modèle, Petit Duc, était équipé d’un moteur monocylindre de 4 Hp de puissance. Le moteur à allumage électrique était monté à l’arrière. Le Petit Duc mesurait 2300 mmm de long, 1350 mm de large et pesait environ 500 kg. La vitesse maximale était de 20 km/h. La carrosserie ouverte était disponible dans la version à deux, trois, quatre ou six places. La production s’est terminée en 1900.